# Can Josep Guell
Can Josep Guell és una casa d'Amer (Selva) inclosa a l'Inventari del Patrimoni Arquitectònic de Catalunya.

## Descripció
Immoble de morfologia irregular situat entre mitgeres i cobert amb una teulada desigual. Pel que al seu emplaçament, aquest el trobem situat al costat esquerre del Passeig del Firal.
A simple vista podem observar que l'edifici actual és fruit de diferents etapes constructives fins al punt que es diferencien clarament dos cossos formals.
Per una banda tenim el cos de la dreta de format vertical, de tres plantes i cobert amb una teulada d'una sola aigua de vessant a laterals. La planta baixa consta d'una obertura rectangular que ha perdut la llinda monolítica i que només conserva part dels muntants de pedra.
En el primer pis trobem una obertura rectangular amb llinda monolítica i que només conserva part dels muntants i que es projectada com a balconada amb la seva pertinent barana de ferro forjat.
En el segon pis tenim una gran obertura quadrangular i un ampit de ferro forjat que tanca la part davantera.
Això per una banda, mentre que per l'altra tenim un cos de planta rectangular de dos pisos i cobert amb una teulada d'una sola aigua de vessant a laterals. La planta baixa consta de dues obertures, com són el portal rectangular del garatge i la finestra rectangular equipada amb llinda monolítica, muntants de pedra i ampit treballat.
En el primer pis trobem dues obertures, com són una finestra irrellevant, ja que no ha rebut cap treball singular i una gran obertura quadrangular projectada com a balconada i equipada amb la seva barana de ferro forjat.
Pel que fa al treball de la forja aplicat a les baranes aquest és molt auster i fred, ja que cap de les tres baranes està ornada amb elements decoratius, sinó que estan completament despullades de qualsevol tipus de gràcia compositiva.
Remarcar a mode d'apunt que la pedra té molt poc acta de presència en la façana, fins al punt que la trobem concentrada en zones molt específiques i aïllades com ara en la planta baixa en els muntants del portal i en la llinda i muntants de la finestra. Mentre que en el primer pis, en la llinda i muntants de la balconada. En tots els casos es tracta de pedra sorrenca.

## Història
L'immoble actual ofereix un bon aspecte de conservació degut a les obres de manteniment i acondicionament, dutes a terme entre finals del segle passat i principis d'aquest, aproximadament. Tanmateix el context d'aquestes obres es van produir canvis dràstics en la façana degut a la introducció de nous elements estructurals. Podem observar que la gran balconada que hi ha sobre el garatge no hi era i que per tant va ser construïda durant les obres posteriors. Cal destacar que antigament el garatge ja no conserva l'enorme llinda monolítica de pedra, com els muntant de pedra ben tallats i escairats.